# Burenhaus (Dresden)

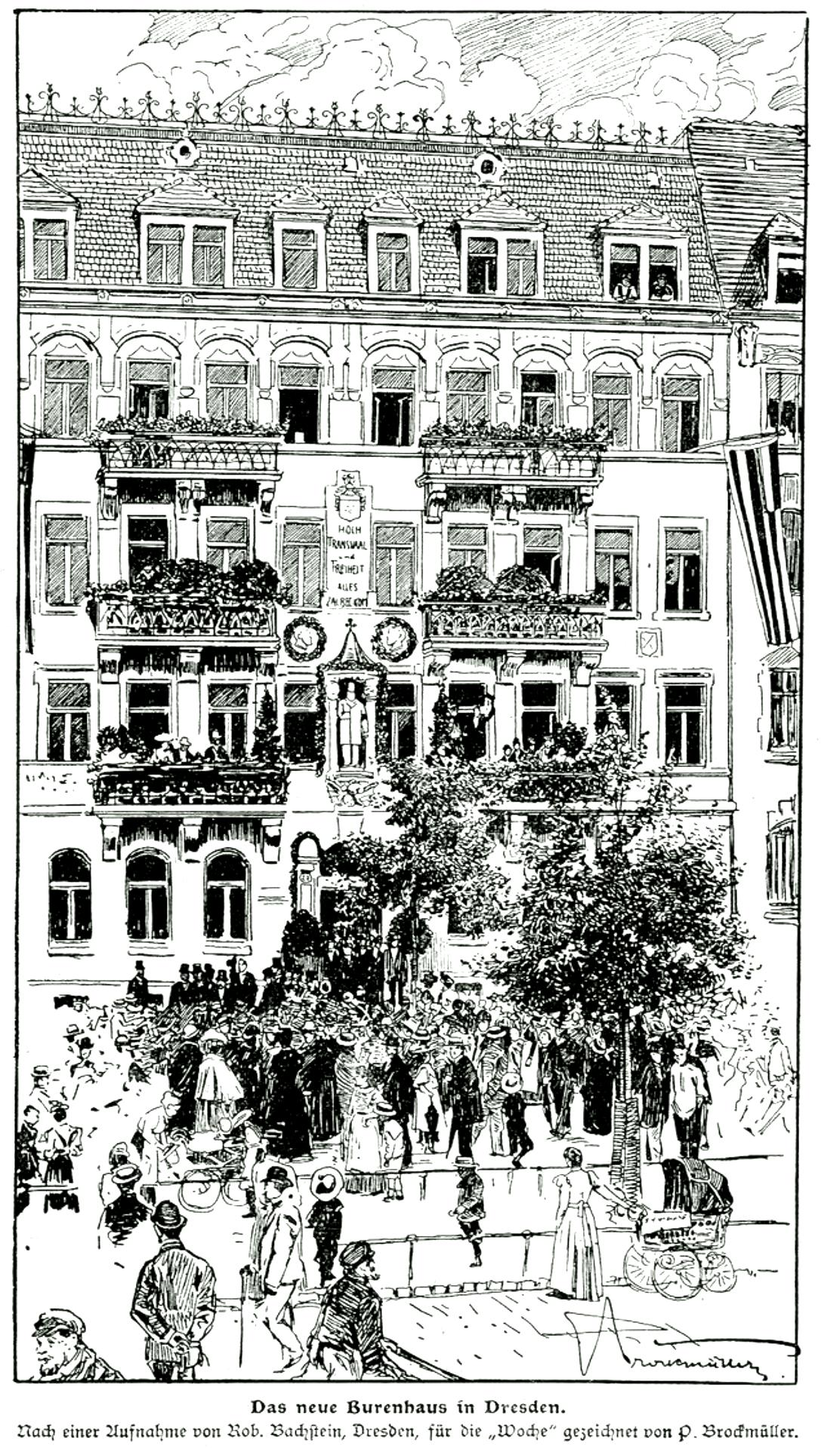
Enthüllung des Krügerdenkmals

Das Burenhaus war ein Mehrfamilienwohnhaus in Dresden-Johannstadt, Silbermannstraße 22, das 1901 im Auftrag der Buren nach einem Entwurf des Architekten Karl Emil Scherz errichtet und 1945 zerstört wurde.

## Hintergrund
In der Zeit der Burenkriege, von 1880 bis 1881 und 1899 bis 1902, konnten die Weißafrikaner von den Briten trotz großer Überlegenheit nicht besiegt oder unterworfen werden. Einige suchten Schutz in damaligen deutschen Kolonien und gelangten so auf dem Seeweg in das Deutsche Kaiserreich. Während dieser Zeit – ab 1880 – wurden in Deutschland burische Kriegsflüchtlinge aufgenommen. Auch das Königreich Sachsen gliederte diese Menschen in den Staat ein. Etwa 100 Menschen gelangten nach Dresden und wurden im Stadtteil Johannstadt sesshaft. Die Buren beauftragten um 1890 den Dresdner Architekten Karl Emil Scherz mit dem Bau eines Mehrfamilienwohnhauses. Nach seinen Plänen entstand ein fünfgeschossiges unterkellertes Wohngebäude mit Erdgeschoss und drei Obergeschossen sowie einem ausgebauten Dachgeschoss. Dazu wurde das Grundstück Silbermannstraße 22 in der Johannstadt erworben, das zwischen der Striesener Straße und der Gerokstraße an der Zöllnerstraße liegt.

## Burenhaus

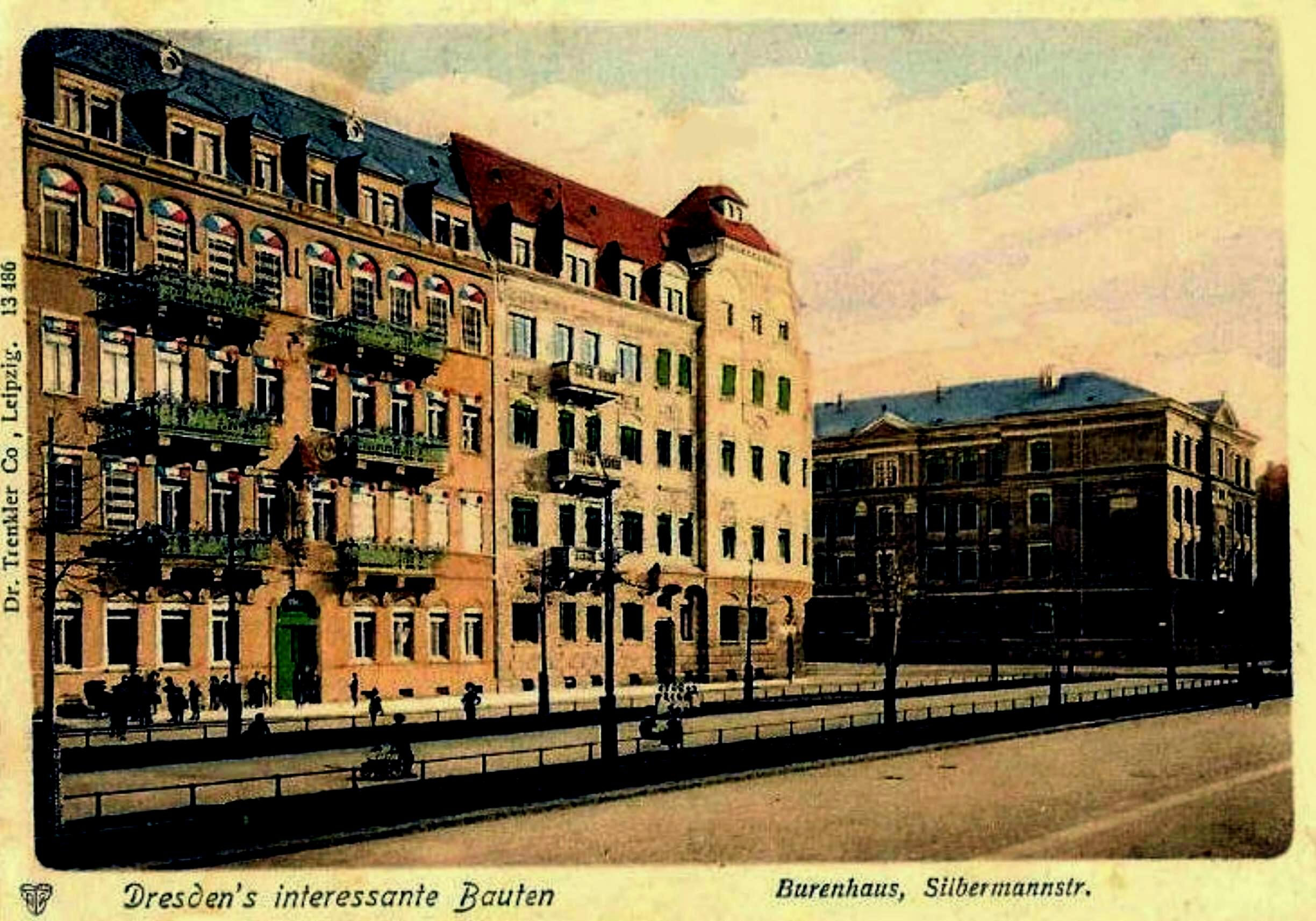
Burenhaus, Dresden Silbermannstraße 22 (links)

Die feierliche Grundsteinlegung fand im Mai 1900 statt, und bereits am 25. Juli 1901 wurde das Gebäude festlich eingeweiht und bezogen. Gleichzeitig wurde auch das Denkmal des transvaalischen Präsidenten Ohm Paul Krüger enthüllt. Das Haus wurde in Ziegel-Mauerwerk errichtet, die Fassade war zwischen Sandstein-Gliederungen verputzt. Das Erdgeschoss hatte Rundbogenfenster, die Obergeschosse rechteckige. Alle Fenster waren mit Sandsteinfaschen versehen. Die Rollläden waren farbig in den Landesfarben blau-weiß-rot gehalten. Der Treppenaufgang war mit Keramikfliesen ausgelegt und hatte ein durchgehendes, reich verziertes, schmiedeeisernes Geländer. Die Wohnräumen besaßen eine bis zur Brüstungshöhe reichende Holzvertäfelung. Das Treppenhaus sowie Badezimmer, Toiletten und Küchen waren hofseitig angeordnet. Jede Wohnung verfügte über fließendes Wasser in Küche, Bad und Toilette. Die Decken schmückte man mit ornamentalen Stuck-Kehlen und -Rosetten. Alle Wohnungen wurden zentral beheizt und verfügten über Gas- und Stromanschluss.
Die Straßenfront untergliederte sich in zwei mal fünf Fensterachsen, im Erdgeschoss lag in der 5. und 6. Achse statt Fenstern der Hauseingang. Darüber befand sich ein 2,30 m hohes Standbild aus Sandstein unter einem Baldachin, das den transvaalischen Präsidenten Ohm Krüger darstellte. Oberhalb des Standbilds waren zwei Kopfbildnisse kranzförmig umrandet, diese Porträtmedaillons stellten die Generäle Christiaan de Wet und Louis Botha dar. Dazwischen befand sich die Inschrift Hoch Transvaal und Freiheit dem Burenvolk. Vom ersten bis dritten Obergeschoss befanden sich jeweils in der 3. und 4. sowie in der 7. und 8. Achse auskragende Balkone. Das ausgebaute Dachgeschoss hatte jeweils rechts und links zwei Doppelgauben und in der Mitte zwei Einzelgauben. Über zwei der Doppelgauben war jeweils ein stehendes Dachfenster in barocker Form angeordnet. Die Dachfläche an der Straßenseite war mit Schiefer aus dem Erzgebirge gedeckt.

## Verbleib
Die Dresdner Bevölkerung nannte das Gebäude auf Grund der geschmückten Fassade liebevoll „Burenhaus“. In diesem Haus wohnten anfangs etwa 80 Buren, später wurden zusätzlich angrenzende Gebäude erworben (Silbermannstraße 24 und 26). Bis zum Ausbruch des Ersten Weltkriegs blieben die Buren in Dresden, 1914 verließen die meisten Dresden und schlossen sich Großbritannien an. Die wenigen in Dresden verbliebenen Buren verließen um 1936 die Stadt, die Gebäude wurden verkauft.
Während der Bombardierung Dresdens gegen Ende des Zweiten Weltkriegs versank am 13. Februar 1945 der Stadtteil innerhalb von 22 Minuten in Schutt und Asche, so auch die Häuser der Buren an der Silbermannstraße. Heute stehen an dieser Stelle in den 1960er Jahren gebaute Wohnhäuser in Ziegelblockbauweise aus den Trümmerresten.